# Pavle Podunavac
Pavle Podunavac (serbisch-kyrillisch Павле Подунавац; * 15. Februar 1997) ist ein serbischer Eishockeyspieler, der seit 2017 beim KHK Roter Stern Belgrad in der International Hockey League und der serbischen Eishockeyliga unter Vertrag steht.

## Karriere
Pavle Podunavac begann seine Karriere als Eishockeyspieler beim KHK Roter Stern Belgrad, für den er in der ungarischen U18-Liga spielte. 2012 wechselte er zum Ligarivalen MAC Budapest, bei dem er später auch in der ungarischen U20-Liga und der Erste Bank Young Stars League spielte. 2016 kehrte er nach Belgrad zurück und spielte zunächst für den HK Belgrad in der multinationalen MOL Liga und den Playoffs der serbischen Liga. 2017 kehrte er zum Roten Stern zurück, für den er International Hockey League und der serbischen Eishockeyliga auf dem Eis steht und mit dem er 2018 den ersten serbischen Meistertitel seit 2005 und 2019 den Titel in der multinationalen International Hockey League errang. 2023 wurde er mit Roter Stern erneut serbischer Meister.

### International
Für Serbien nahm Podunavac im Juniorenbereich an den U18-Weltmeisterschaften 2013, 2014, als er zum besten Abwehrspieler des Turniers gewählt wurde, und 2015 in der Division II sowie den U-20-Weltmeisterschaften 2013, 2014, 2015, als er zum besten Spieler seiner Mannschaft gewählt wurde, 2016 und 2017, als er erneut zum besten Spieler seiner Mannschaft gekürt wurde, ebenfalls in der Division II teil.
Im Herrenbereich spielte Podunavac für die serbische Mannschaft bei den Weltmeisterschaften 2016, 2017, 2018 und 2019 in der Division II. Nach dem Aufstieg 2019 spielte er bei der 2022 erstmals in der Division I. Dort spielte er auch 2023. Zudem stand er bei den Qualifikationsturnieren für die Olympischen Winterspiele 2018 in Pyeongchang und 2022 in Peking für seine Farben auf dem Eis.

## Erfolge und Auszeichnungen
- 2014 Bester Abwehrspieler bei der U18-Weltmeisterschaft der Division II, Gruppe B
- 2018 Serbischer Meister mit dem KHK Roter Stern Belgrad
- 2019 Aufstieg in die Division I, Gruppe B, bei der Weltmeisterschaft der Division II, Gruppe A
- 2019 Gewinn der International Hockey League
- 2023 Serbischer Meister mit dem KHK Roter Stern Belgrad

## Statistik
(Stand: Ende der Saison 2022/23)